# Спейс-Нидл
Спейс-Нидл (англ. Space Needle — «космическая игла») — самая узнаваемая достопримечательность на северо-западе тихоокеанского побережья США и символ города Сиэтла.
Башня в футуристичном стиле «гуги» расположена на территории выставочного комплекса Seattle Center, который был построен для Всемирной выставки 1962 года, во время проведения которой примерно 20 тысяч человек в день поднялись на башню; 2,3 миллиона посетителей — всего во время работы Всемирной выставки. Теперь башня находится в частном владении.
Спейс Нидл — башня 184 метра высотой и 42 метра шириной в самой широкой точке и весом 9 550 тонн. Она построена так, что выдерживает ураганы со скоростью ветра до 320 км/ч и землетрясения до 9,1 балла. Это вдвое выше требований строительных норм на момент постройки. При ветре башня отклоняется примерно на 1 дюйм на каждые 10 миль в час скорости ветра. Оборудована 25 громоотводами.
Особенностью башни является обзорная площадка на высоте 159 метров, вращающийся ресторан SkyCity (Небесный город) и магазин подарков. С вершины башни можно увидеть не только центр Сиэтла, но также Каскадные горы и вулкан Рейнир, залив Элиот и окружающие острова.
Подняться от нижней части до смотровой площадки, помимо лифтов, позволяет лестница, состоящая из 848 ступеней.
Во время строительства Space Needle было задействовано 467 цементовозов, которые менее чем за 12 часов заполнили котлован основания (30 футов глубиной и 120 футов в поперечнике); это был самый масштабный случай непрерывного бетонирования, когда-либо применявшегося на западе Соединённых Штатов.
|  |